# Задник

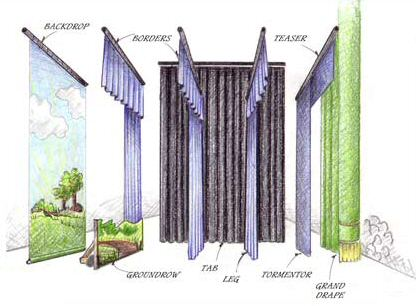
Задник и занавес

За́дник (Задний фоновый занавес) (англ. flat или backdrop или backcloth) — часть театральной декорации, задний фоновый занавес, как правило, из холста, с нанесённым на него перспективным изображением, обозначающим место действия, или из чёрного бархата, в сочетании с чёрными кулисами называемый «чёрный кабинет».
В Средние века и эпоху Возрождения в условиях площадного театра задник имел исключительно функциональное значение — это был кусок светлого холста, ограничивавшего сцену по задней линии. С появлением в XVII веке стационарных театров возникло искусство написания масштабных полотен, создающих на сцене правдоподобную иллюзию какого-либо места действия, пришедшее в упадок к концу XIX века (в России — ко второй половине XX века).
Современный театр всё чаще отказывается от правдоподобной декорации в пользу универсальной, обозначающей место действия и создающей атмосферу спектакля с помощью знаков и сценографических деталей-намёков.

## Источник
- Патрис Пави. Словарь театра = Dictionnaire du théâtre. — М.: Прогресс, 1991. — С. 68—70, 337—340. — 504 с. — ISBN 5010021064.